# Định Hiệp
Định Hiệp is een xã in huyện Dầu Tiếng, een district in de Vietnamese provincie Bình Dương.
Định Hiệp ligt in het westen van het district. In het westen grenst Định Hiệp aan thị trấn Dầu Tiếng, hoofdplaats van het district.